# Rumunia na Mistrzostwach Świata w Lekkoatletyce 2009
Rumunia na Mistrzostwach Świata w Lekkoatletyce 2009 – reprezentacja Rumunii podczas czempionatu w Berlinie liczyła 17 zawodniczek – wyłącznie kobiety. Jedyny medal zdobyła Nicoleta Grasu w rzucie dyskiem. Poza tym reprezentantki Rumunii zajęły jeszcze 3 miejsca punktowane.

## Medale
- Nicoleta Grasu –  brązowy medal w rzucie dyskiem

## Występy reprezentantów Rumunii

### Kobiety
| Konkurencja                   | Zawodniczka       | Eliminacje | Eliminacje | Ćwierćfinał    | Ćwierćfinał    | Półfinał       | Półfinał       | Finał          | Finał          |
| Konkurencja                   | Zawodniczka       | Wynik      | Poz.       | Wynik          | Poz.           | Wynik          | Poz.           | Wynik          | Poz.           |
| ----------------------------- | ----------------- | ---------- | ---------- | -------------- | -------------- | -------------- | -------------- | -------------- | -------------- |
| Bieg na 200 m                 | Andreea Ogrăzeanu | 23,42      | 27.        | Nie awansowała | Nie awansowała | Nie awansowała | Nie awansowała | Nie awansowała | Nie awansowała |
| Bieg na 800 m                 | Elena Lavric      | 2:04,49    | 26.        |                |                | Nie awansowała | Nie awansowała | Nie awansowała | Nie awansowała |
| Maraton                       | Lidia Șimon       |            |            |                |                |                |                | 2:32:03        | 22.            |
| Maraton                       | Nuta Olaru        |            |            |                |                |                |                | 3:00:59        | 60.            |
| Maraton                       | Luminița Talpoș   |            |            |                |                |                |                | NS             |                |
| Bieg na 400 m przez płotki    | Angela Moroșanu   | 54,70      | 2.         |                |                | 54,15          | 3.             | 55,04          | 8.             |
| Bieg na 3000 m z przeszkodami | Ancuța Bobocel    | 9:34,39    | 17.        |                |                | Nie awansowała | Nie awansowała | Nie awansowała | Nie awansowała |
| Bieg na 3000 m z przeszkodami | Cristina Casandra | 9:49,99    | 33.        |                |                | Nie awansowała | Nie awansowała | Nie awansowała | Nie awansowała |
| Chód na 20 km                 | Ana Maria Groza   |            |            |                |                |                |                | 1:35:19        | 16.            |
| Chód na 20 km                 | Claudia Ștef      |            |            |                |                |                |                | 1:36:09        | 23.            |
| Chód na 20 km                 | Anamaria Greceanu |            |            |                |                |                |                | 1;43;35        | 34.            |

| Konkurencja    | Zawodniczka    | Kwalifikacje | Kwalifikacje | Finał          | Finał          |
| Konkurencja    | Zawodniczka    | Wynik        | Poz.         | Wynik          | Poz.           |
| -------------- | -------------- | ------------ | ------------ | -------------- | -------------- |
| Trójskok       | Cristina Bujin | 14,29        | 7.           | 14,26          | 7.             |
| Pchnięcie kulą | Anca Heltne    | 17,92        | 15.          | Nie awansowała | Nie awansowała |
| Rzut dyskiem   | Nicoleta Grasu | 61,78        | 8.           | 65,20          | 3.             |
| Rzut młotem    | Bianca Perie   | 68,47        | 18.          | Nie awansowała | Nie awansowała |
| Rzut oszczepem | Monica Stoian  | 60,29        | 8.           | 64,51          | 4.             |
| Rzut oszczepem | Maria Negoiță  | 59,46        | 12.          | 57,65          | 10.            |